# ذا ستوجز
ذا ستوجز (بالإنجليزية: The Stooges)‏ فرقة روك موسيقية أمريكية تأسست في 1964 في مدينة ان هاربور في ولاية ميتشيغان.

## الأعضاء
- ايغي بوب
- سكوت اشتون
- ستيف ماكاي
- مايك وات
- جيمس ويليامسون

## روابط خارجية
- ذا ستوجز على موقع الموسوعة البريطانية (الإنجليزية)
- ذا ستوجز على موقع ميوزك برينز (الإنجليزية)
- ذا ستوجز على موقع ميوزك برينز (الإنجليزية)
- ذا ستوجز على موقع رولينغ ستون (الإنجليزية)
- ذا ستوجز على موقع رولينغ ستون (الإنجليزية)
- ذا ستوجز على موقع أول ميوزيك (الإنجليزية)
- ذا ستوجز على موقع أول ميوزيك (الإنجليزية)
- ذا ستوجز على موقع ديسكوغز (الإنجليزية)